# Gol Boghrā
Gol Boghrā (persiska: گل بغرا, Golboqrā) är en ort i Iran.   Den ligger i provinsen Khorasan, i den nordöstra delen av landet, 700 km öster om huvudstaden Teheran. Gol Boghrā ligger 1 489 meter över havet och antalet invånare är 338.
Terrängen runt Gol Boghrā är kuperad åt sydost, men åt nordväst är den platt. Terrängen runt Gol Boghrā sluttar norrut.Runt Gol Boghrā är det ganska tätbefolkat, med 185 invånare per kvadratkilometer. Närmaste större samhälle är Fakhr-e Dāvūd, 16,8 km nordväst om Gol Boghrā. Omgivningarna runt Gol Boghrā är i huvudsak ett öppet busklandskap.